# میرس
میرس دهستانی در استان آستوریاس اسپانیا است.
در این دهستان ۴۸٬۴۱۸ نفر زندگی می‌کنند. مساحت این دهستان ۱۴۶٫۰۳ کیلومتر مربع است.